# Prentice Cooper
William Prentice Cooper, född 28 september 1895 i Shelbyville, Tennessee, död 18 maj 1969 i Rochester, Minnesota, var en amerikansk demokratisk politiker och diplomat. Han var guvernör i delstaten Tennessee 1939-1945.
Cooper studerade först vid Vanderbilt University och avlade sedan 1917 grundexamen vid Princeton University. Han deltog i första världskriget i USA:s armé. Han avlade 1921 juristexamen vid Harvard Law School.
E.H. Crump var en betydande partiboss i Memphis under mellankrigstiden. Med Crumps stöd lyckades Cooper bli nominerad till demokraternas kandidat i 1938 års guvernörsval i Tennessee. Han vann valet och omvaldes två gånger. Delstatens skuldbörda minskade kraftigt under Coopers tid som guvernör.
Cooper tjänstgjorde som USA:s ambassadör i Peru 1946-1948. Han kandiderade 1958 till USA:s senat utan framgång i demokraternas primärval.
Han gifte sig 25 april 1950 med Hortense Powell. Paret fick tre söner. En av sönerna är kongressledamoten Jim Cooper.
Cooper var lutheran. Hans grav finns i Shelbyville. Prentice Cooper State Forest har fått sitt namn efter guvernör Cooper.